# Blender Institute
Blender Institute é uma subsidiária da Blender Foundation, com escritório e estúdio independentes, situados na cidade de Amsterdã, na Holanda, visando estruturar a produção de curta-metragens e jogos 3D de código aberto, utilizando o programa de computador Blender em seus projetos.
O Blender Institute é o primeiro estúdio voltado a produção de curta-metragens livres com estrutura profissional no mundo. A empresa foi fundada da antiga e temporária Orange. Ela conta com uma pequena equipe administrativa inicial de quatro pessoas (produtores, coordenadores de projetos e administradores).
O grande sucesso de um curta metragem livre, o “Elephants Dream”, abriu portas para a criação do Blender Institute. Todas as produções, como animações e jogos, serão criados no Blender Institute.
Atualmente, o Blender Institute está oferecendo empregos, para produção de animações e outros.

## Projetos
Atualmente, existem três trabalhos concluídos:

### Big Buck Bunny / Peach Project

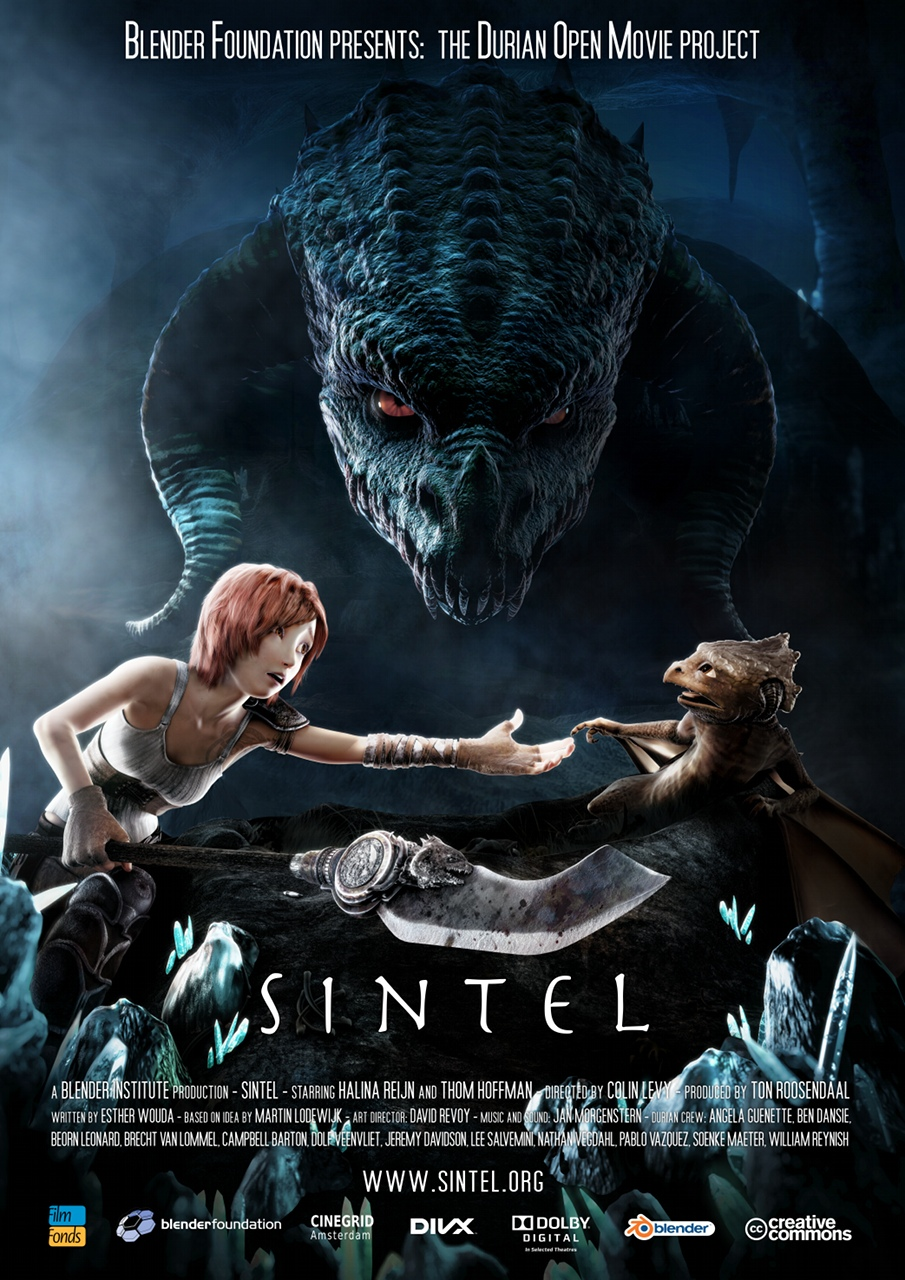
Pôster da animação Sintel

Big Buck Bunny, inicialmente intitulado de Peach Project, é a segunda animação criada pela Blender Foundation e a primeira a ser criada no novo estúdio do Blender Institute. Diferente da primeira animação da Blender Foundation, os criadores de Peach prometeram tornar a mesma divertida, e não só como uma amostra das capacidades do Blender. O filme foi produzido, suportado por doações e pré-vendas do DVD. Todo o filme, foi lançado sob a Creative Commons 3.0 Attribution License.

### Yo Frankie! / Apricot Project
Yo Frankie!, inicialmente intitulado de Apricot Project, é um jogo livre, criado baseado no enredo da animação Big Buck Bunny. Nele, o jogador controla Frankie, um esquilo. O jogo teve seus personagens, cenários e lógica criados no Blender, e a renderização em tempo-real foi feita no motor gráfico Crystal Space, usando um script automatizado, chamado blender2crystal, que exportava todo o conteúdo para o Crystal Space. Posteriormente, o jogo foi dividido em duas versões, uma executada totalmente no Blender, e outra no Crystal Space.

### Sintel / Durian Project
Sintel, inicialmente intitulado de Durian Project, anunciado em 8 de maio de 2009, é a nova animação livre do Blender Institute, planejada para início de produção em 1 de setembro de 2009, e conclusão em agosto/setembro de 2010. Seu público-alvo planejado são os adolescentes, com o tema de fantasia épica e ação. Seu protagonista é uma heroína jovem, chamada Sintel. O trailer de Sintel foi publicado em 13 de maio de 2010 e, pode ser visto online no site oficial da animação. O filme foi lançado dia 27 de setembro de 2010, no Festival de Filmes da Holanda e, online dia 30 de setembro de 2010.
Um jogo feito por fãs para a animação, chamado “Sintel The Game”, está em produção e foi anunciado em 12 de maio de 2010, na BlenderArtists.org.